# Protichneumon grandis
Protichneumon grandis là một loài tò vò trong họ Ichneumonidae.